# THE FIRST TAKE
《THE FIRST TAKE》（風格化為THE F1RST TAKE），簡稱TFT。該頻道邀請歌手或作曲家以「One Take」（只錄製一次）的形式完成表演，口號為「Less Filter，More Music」（少修飾，真音樂）。

## 概要
|  | 在全白的錄音室裡，有一個麥克風。這裡只有一條規則「只有一次機會，就如人生只有一次。」 |

整個頻道以「One Take」為最大特色，為追求演唱的真實感，所有表演僅進行一次錄製，並不作分段錄製、補錄或後期編輯，即使表演失誤也會完整記錄。在影片中，歌手及樂隊在通常為白色背景的錄音室内，以聲樂演唱為中心進行現場表演，只有表演者和麦克风的中景和特写镜头交替出现。表演時所使用的樂器和形態均不受限，演唱的歌曲則通常以歌手及樂隊最近發表的新歌或其代表作為主。
頻道通常在每周三、周五更新，除了常規版本的“THE FIRST TAKE”外，頻道還設有無觀衆音樂會模式的“THE FIRST TAKE FES”以及有觀衆音樂會模式的“INSIDE THE FIRST TAKE”。記錄登場歌手感言的「THE FIRST TAKE RADIO」播客也會在J-WAVE电台节目内同步更新。
THE FIRST TAKE有兩個關連頻道，分別為THE FIRST TIMES和with ensemble。

## 歷史
2019年11月15日，頻道正式开通，首條影片為以「adieu」為名義活動的上白石萌歌演唱的出道作品。在第5回中，歌手LiSA演唱了人氣歌曲《紅蓮華》，引起了巨大回響，亦使頻道廣爲人知，頻道開設半年間便吸引了超過80萬訂閲者及1.2億播放次數。
2020年5月2日开始，受紧急事态宣言的影响，录制暂时中断，頻道公开了名爲“THE HOME TAKE”的新企劃，讓演唱者在自己的家中或是私人錄音室中表演曲目。
最初登場的歌手及樂隊大多數屬日本索尼音樂娛樂旗下，但之後頻道陸續向其他唱片公司以至海外藝人開放，首組非隸屬索尼的藝人是在第36回登場的樂隊通心粉鉛筆。2020年6月，韓國男子組合Stray Kids通過在韓國遠程錄製的方式表演了日語版本的《Slump》，成为首位登場的外國艺人，其後於2021年10月再次亮相演出頻道首支非日語歌曲《Mixtape : OH》。2021年1月，频道开设以来首次采取跨国界形式录制，由日本女子組合Little Glee Monster與美國樂團Pentatonix共同表演合作曲「Dear My Friend」。
通過“THE FIRST TAKE INTERNATIONAL”企劃，來自世界各地的歌手及樂隊也有機會來到此頻道表演非日語歌曲，如Harry Styles、Avril Lavigne等。首位在頻道登場的華語歌手為來自中國大陸的沈小婷為韓國女子組合Kep1er成員與日籍、韓籍團員們一同演出，其次是有在日本出道的蘇芮琪，而台灣歌手韋禮安、歌手蔡依林、和香港歌手陳柏宇則分別成為首位尚未在日本正式出道便獲邀登上頻道的華語和粵語歌手。2023年1月，頻道迎來首位虛擬歌手（VTuber）表演者星街彗星。同年MIRROR (組合)在此頻道表演。
目前頻道觀看次數最多的音樂影片為北村匠海 (DISH//)演唱的《猫》，觀看次數超過2億次，其次為YOASOBI的《向夜晚奔去》，觀看次數超過1.5億次。

## 外部連結
- 官方网站（日語）
- YouTube上的THE FIRST TAKE頻道（日語）
- THE FIRST TAKE的Instagram帳戶（日語）
- THE FIRST TAKE的X（前Twitter）（日語）
- THE FIRST TAKE的哔哩哔哩个人空间（简体中文）